# Mendidaphodius minusculus
Mendidaphodius minusculus är en skalbaggsart som beskrevs av Leon Fairmaire 1893. Mendidaphodius minusculus ingår i släktet Mendidaphodius och familjen Aphodiidae. Inga underarter finns listade i Catalogue of Life.